# فهد حمد
فهد حمد (انگلیسی: Fahad Hamad؛ زادهٔ ۲۳ نوامبر ۱۹۸۹) یک ورزشکار اهل عربستان سعودی است.
از باشگاه‌هایی که در آن بازی کرده‌است می‌توان به باشگاه فوتبال الشباب عربستان سعودی، باشگاه فوتبال الاهلی عربستان سعودی، باشگاه فوتبال التعاون عربستان سعودی، و باشگاه فوتبال التعاون عربستان سعودی، اشاره کرد.
وی همچنین در تیم ملی فوتبال عربستان سعودی بازی کرده است.